# 황충후이
황충후이(중국어 정체자: 黃瓊慧, 병음: Huáng Qiónghùi, 1984년 6월 29일 ~ )는 타이완의 정치인이다. 2022년 타오위안시 제1선거구의 시의원으로 당선되었다.